# Un mundo misterioso
Pour plus de détails, voir Fiche technique et Distribution.
Un mundo misterioso est un film argentin réalisé par Rodrigo Moreno, sorti en 2011.

## Fiche technique
- Titre : Un mundo misterioso
- Réalisation : Rodrigo Moreno
- Scénario : Rodrigo Moreno
- Photographie : Gustavo Biazzi
- Montage : Martín Mainoli
- Production : Natacha Cervi et Hernán Musaluppi
- Société de production : Control Z Films, Rizoma Films, Rohfilm, ZDF et Arte
- Pays :  Argentine,  Uruguay et  Suisse
- Genre : Drame
- Durée : 107 minutes
- Dates de sortie : 
  -  Argentine : 4 août 2011

## Distribution
- Esteban Bigliardi : Boris
- Cecilia Rainero : Ana
- Rosario Bléfari : Ingrid
- Leandro Uria : Levisman
- Germán de Silva : Héctor le mécanicien
- Lucrecia Oviedo : Odette

## Distinctions
Le film est présenté en sélection officielle en compétition à la Berlinale 2011.